# Стомна
Сто̀мната е глинен съд за пренасяне и съхранение на вода. Тя е част от традиционната покъщнина. Изработват се от грънчари и са с голямо разнообразие на форми и шарки.
Стомните имат умерено издуто тяло, с профилирана, тънка и умерено висока шийка, една дръжка с отвор за пиене. Те биват големи, малки (бърдета), сватбарски, детски.

## Галерия
- Стомна. Източник: ДА „Архиви“
- Стомни с различни размери. Източник: ДА „Архиви“
- Момиче, пиещо вода от детска стомна. Източник: ДА „Архиви“